# قائمة رواصد مستكشفة للكويكبات
مصطلح رواصد مستكشفة للكويكبات يشير إلى مشاريع ومهمات فضائية تهدف إلى رصد واستكشاف الكويكبات في الفضاء. الكويكبات هي أجسام صغيرة وصخرية تدور حول الشمس وتوجد في مجموعات متنوعة في النظام الشمسي. تُعتبر دراسة واستكشاف الكويكبات مهمة جدًا لأنها تساعد في فهم تشكل النظام الشمسي وتطوره، وقد تكون لها تأثير على الأرض.
تتضمن مهام الرواصد المستكشفة للكويكبات استخدام تلسكوبات فضائية أو مركبات فضائية تسافر إلى قرب الكويكبات لجمع معلومات مفصلة عن خصائصها وتركيبها وبيئتها المحيطة. يتم تحليل هذه المعلومات لفهم تكوين الكويكبات، ولتقييم مدى خطرها المحتمل إذا اقتربت من مدار الأرض.
مهام استكشاف الكويكبات قد تشمل:

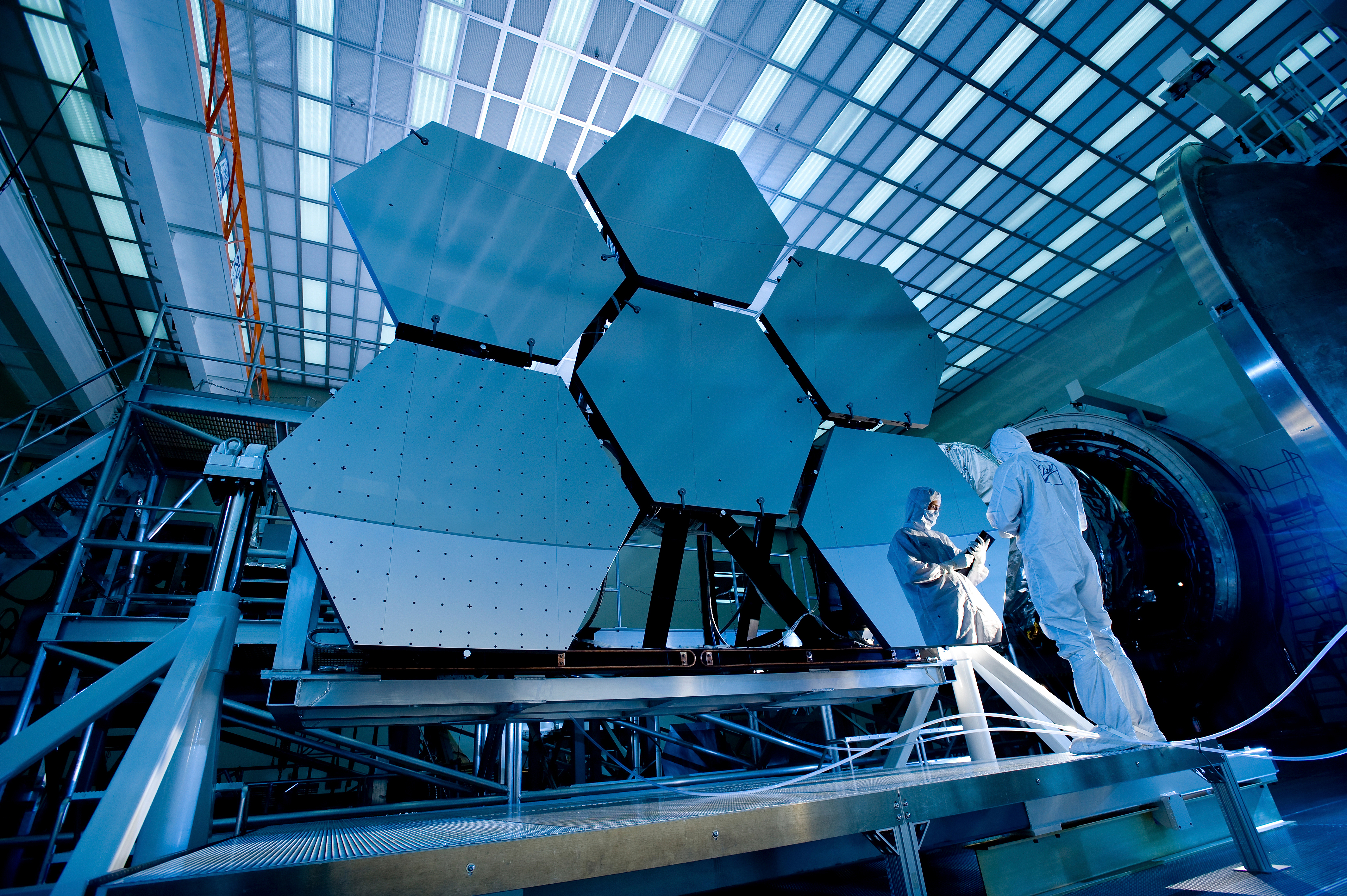
مراصد فضائية

1. رصد المدار والموقع: تتبع مدارات الكويكبات بدقة لمعرفة متى وكيف ستمر الكويكبات قرب الأرض وما هو مدى اقترابها.
2. تصوير عالي الجودة: استخدام تلسكوبات فضائية لالتقاط صور مفصلة لسطح الكويكبات وتحليل تضاريسها وهياكلها.
3. جمع العينات: إرسال مركبات فضائية للتحليق قرب الكويكبات وجمع عينات من سطحها لتحليلها على الأرض.
4. تحليل التركيب الكيميائي: دراسة تركيب الكويكبات ومعرفة ماهية المواد التي تتكون منها.
5. تقييم التأثير المحتمل: تحديد الكويكبات التي قد تكون خطرة إذا اقتربت من الأرض بشكل كبير وتقييم تأثير أي اصطدام محتمل.
6. فهم تشكل النظام الشمسي: تقديم معلومات حول كيفية تشكل وتطور الكويكبات ودورها في تطوير النظام الشمسي.

إن استكشاف الكويكبات يساهم في تطوير فهم البشر للنظام الشمسي والمساعدة في التحضير لأي تحديات محتملة تتعلق بالكويكبات التي قد تهدد كوكب الأرض.

## رواصد الكويكبات
هناك عدة رواصد وتلسكوبات تم تطويرها لمراقبة واستكشاف الكويكبات والأجسام الصغيرة في النظام الشمسي. بعض الرواصد المشهورة والتلسكوبات التي تعنى برصد الكويكبات، هي:
1. مراصد فضائية سبيتزر، وهابل، ونيوتن XMM.رواصد ناسا للكويكبات:

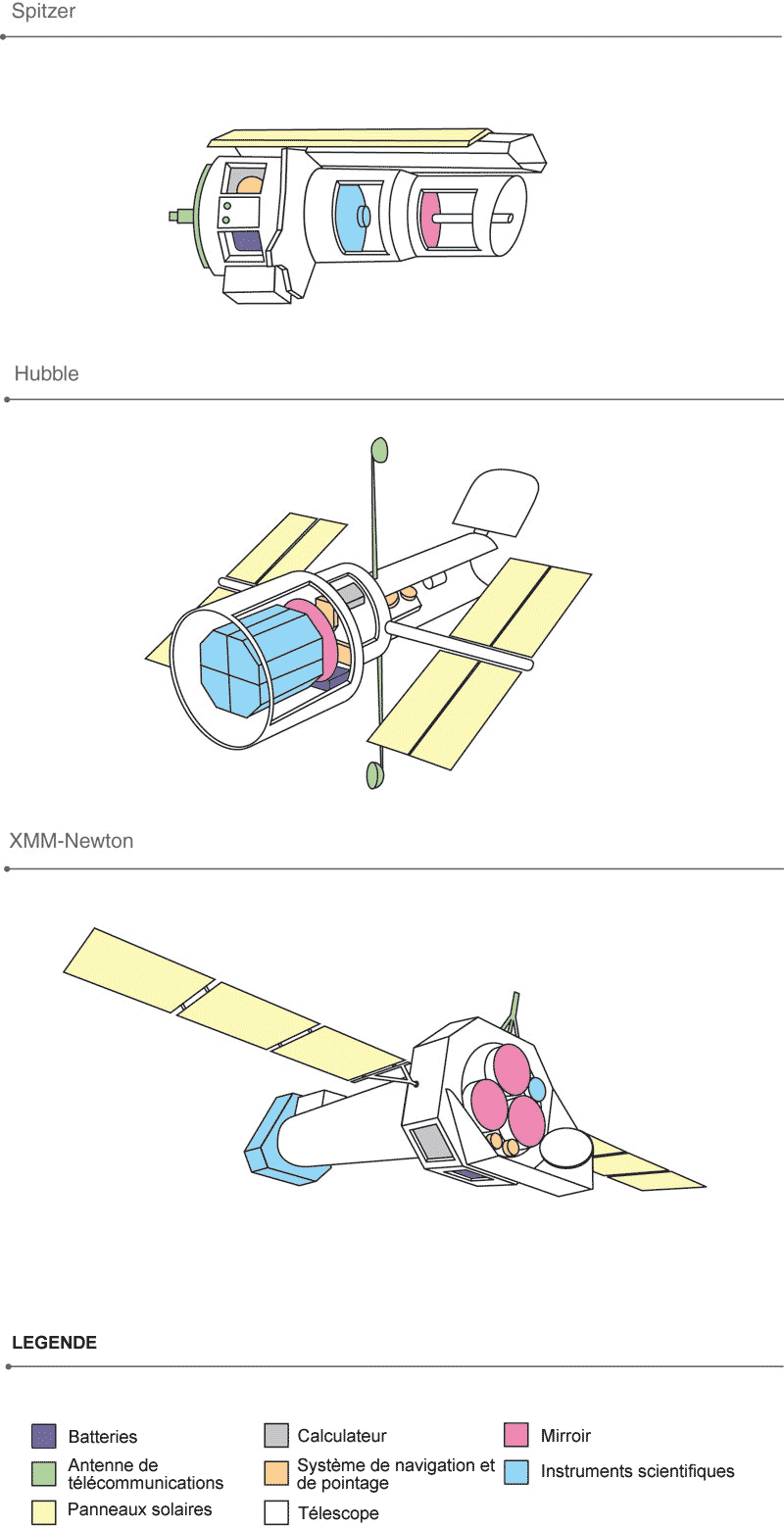
مراصد فضائية سبيتزر، وهابل، ونيوتن XMM.

  - Catalina Sky Survey (CSS): يقع في جامعة أريزونا ويعمل على اكتشاف وتتبع الكويكبات القريبة من الأرض.[1]
  - مقراب بان ستارز: يقع في جامعة هاواي ويستخدم تلسكوبات قوية لرصد وتتبع الكويكبات والأجسام الصغيرة.[2]
2. التلسكوب الفضائي "وايز" (Wide-field Infrared Survey Explorer): تم تطويره بواسطة ناسا وهو يعمل في المجال البعيد من الأشعة تحت الحمراء،[3] مما يساعد على رصد واكتشاف الكويكبات بشكل فعال.
3. رواصد أخرى:
  - Asteroid Terrestrial-impact Last Alert System (ATLAS): يستخدم شبكة من التلسكوبات لاكتشاف الكويكبات القريبة من الأرض وتحديد مساراتها.[4]
  - سبيس واتش: يعمل في جامعة أريزونا ويهتم برصد الكويكبات وأجسام النظام الشمسي الصغيرة.[5]
4. رواصد أوروبية:
  - مرصد لاسيلا: تشمل مراصد في تشيلي تساهم في رصد الكويكبات والأجسام الصغيرة.[6]
  - ESA's Optical Ground Station: يستخدم لمراقبة الكويكبات والأجسام الصغيرة بواسطة وكالة الفضاء الأوروبية.[7]

يتم تطوير واستخدام المزيد من التقنيات والأدوات باستمرار لزيادة فهمنا لهذه الأجسام وتقييم الخطر المحتمل لأي كويكب يمكن أن يقترب من الأرض.

## مهمات رصد الكويكبات
أطلقت العديد من المهمات والمشاريع التي تهدف إلى رصد وتتبع الكويكبات، ومن أبرز تلك المهات:
1. نيزا (Near Earth Object Wide-field Infrared Survey Explorer): تمثل مهمة مراقبة واستكشاف للكويكبات والكواكب الصغيرة الأخرى بواسطة التلسكوب الفضائي وايز.
  - تاريخ إطلاقه: 14 ديسمبر 2009.
  - تم تطويره في إطار مشروع وايز (WISE) لمراقبة الكويكبات والأجسام الصغيرة في النظام الشمسي.
2. أوسايرس-ركس: هو مشروع فضائي أمريكي أطلقته وكالة ناسا لاستكشاف كويكب بينو. يهدف المشروع إلى جمع عينة من سطح الكويكب وإعادتها إلى الأرض.[8]
  - تاريخ إطلاقه: 8 سبتمبر 2016.
  - يقوم بزيارة الكويكب بينو ومن المتوقع أن يعود إلى الأرض بالعينات في سبتمبر 2023.المرصد البارانالي للمرصد الأوروبي الجنوبي يطلق نجمة دليل ليزر إلى مركز المجرة

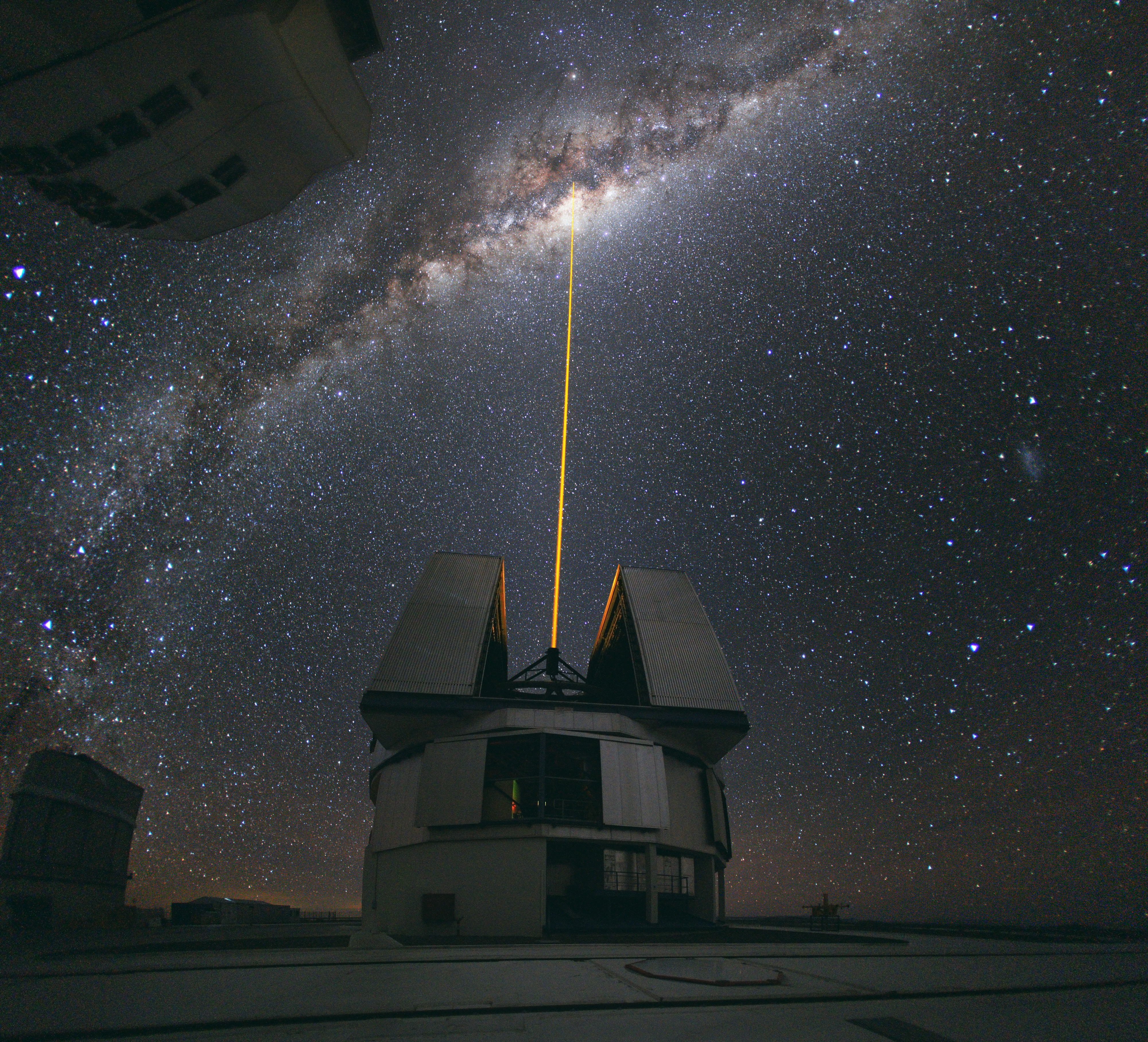
المرصد البارانالي للمرصد الأوروبي الجنوبي يطلق نجمة دليل ليزر إلى مركز المجرة

3. هايابوسا2 (Hayabusa2): هي مهمة فضائية يابانية أطلقتها وكالة الفضاء اليابانية (JAXA) لاستكشاف الكويكب ريوغو وجمع عينات من سطحه وإعادتها إلى الأرض.[9]
  - تاريخ إطلاقه: 3 ديسمبر 2014.[9]
  - تاريخ العودة: نوفمبر 2019.[9]
4. لوسي (Lucy): هي مهمة لناسا تستهدف استكشاف مجموعة من الكويكبات الطويلة المدى المعروفة باسم الكويكبات الطويلة المدى، وهي تشارك مع كوكبة يوروبا لاستكشاف أقمار المشتري.[10]
  - تاريخ إطلاقه: أكتوبر 2021.
  - مهمته استكشاف الكويكبات الطويلة المدى، من المتوقع عودته بداية عام 2027.
5. دونغ فانغ يو 6 (Chang'e 6): تعتبر مهمة فضائية صينية تستهدف جمع عينات من سطح الكويكب.
6. المهمة الاوروبية للكويكبات البعيدة المدى (Hera): تعدّ مهمة أوروبية تهدف إلى دراسة الكويكب "ديديموس" ومرافقه الصغير "ديموفون"، والتي سبق أن قامت مهمة "AIDA" بتحضيرها عندما صدمت ديموفون بهدف دراسة التأثير.[11]